# 전국신학대학협의회
전국신학대학협의회(全國神學大學協議會, Korea Association of Accredited Theological Schools)는 1965년 창립된 대한민국의 정통 개신교 신학교육기관들의 협의회이다. 장로교회, 감리교회, 성공회, 안식일교회, 성결교회 등 소속의 9개 신학교의 협력으로 시작하여 2021년 현재 40개의 회원교로 구성되어 있다. 김선배 한국침례신학대학교 총장이 회장으로 있다.
본부 사무실은 목원대학교 캠퍼스 내 위치하며, 신학대학관 401호에 자리하고 있다.

## 회원교
다음은 2015년 기준 회원 대학 일람이다.
| 회원명                       | 유형       | 위치 | 비고                     |
| ---------------------------- | ---------- | ---- | ------------------------ |
| 감리교신학대학교             | 대학       | 서울 | 기독교대한감리회         |
| 강남대학교 신학과            | 학과       | 경기 | 초교파                   |
| 건신대학원대학교             | 대학원대학 | 대전 | 대한예수교복음교회       |
| 계명대학교 기독교학과        | 학과       | 대구 | 초교파                   |
| 나사렛대학교                 | 대학       | 충남 | 대한기독교나사렛성결회   |
| 대전신학대학교               | 대학       | 대전 | 대한예수교장로회(통합)   |
| 루터대학교                   | 대학       | 경기 | 기독교한국루터회         |
| 목원대학교 신학대학          | 단과대학   | 대전 | 기독교대한감리회         |
| 배재대학교 복지신학과        | 학과       | 대전 | 초교파                   |
| 부산장신대학교               | 대학       | 경남 | 대한예수교장로회(통합)   |
| 삼육대학교 신학대학          | 단과대학   | 서울 | 제칠일안식일예수재림교회 |
| 서울기독대학교               | 대학       | 서울 | 그리스도의교회           |
| 서울신학대학교               | 대학       | 경기 | 기독교대한성결교회       |
| 서울여자대학교 기독교학과    | 학과       | 서울 | 대한예수교장로회(통합)   |
| 서울장신대학교               | 대학       | 경기 | 대한예수교장로회(통합)   |
| 성공회대학교                 | 대학       | 서울 | 대한성공회               |
| 성산효대학원대학교           | 대학원대학 | 인천 | 기독교대한하나님의성회   |
| 숭실대학교 기독교학대학원    | 특수대학원 | 서울 | 대한예수교장로회(통합)   |
| 실천신학대학원대학교         | 대학원대학 | 경기 | 초교파                   |
| 아세아연합신학대학교         | 대학       | 경기 | 초교파                   |
| 안양대학교 신학대학          | 단과대학   | 경기 | 대한예수교장로회(대신)   |
| 연세대학교 신과대학          | 단과대학   | 서울 | 초교파                   |
| 연세대학교 연합신학대학원    | 특수대학원 | 서울 | 초교파                   |
| 영남신학대학교               | 대학       | 경북 | 대한예수교장로회(통합)   |
| 온석대학원대학교             | 대학원대학 | 경기 | 대한예수교장로회         |
| 이화여자대학교 기독교학부    | 학부       | 서울 | 초교파                   |
| 장로회신학대학교             | 대학       | 서울 | 대한예수교장로회(통합)   |
| 전주대학교 기독교학과        | 학과       | 전북 | 초교파                   |
| 한국침례신학대학교           | 대학       | 대전 | 기독교한국침례회         |
| 케이씨대학교                 | 대학       | 서울 | 그리스도의교회           |
| 평택대학교 신학부            | 학부       | 경기 | 대한예수교장로회(피어선) |
| 한남대학교 기독교학과        | 학과       | 대전 | 대한예수교장로회(통합)   |
| 한세대학교 신학부            | 학부       | 경기 | 기독교대한하나님의성회   |
| 한신대학교 신학대학          | 단과대학   | 경기 | 한국기독교장로회         |
| 한일장신대학교 신학부        | 학부       | 전북 | 대한예수교장로회(통합)   |
| 협성대학교 신학대학          | 단과대학   | 경기 | 기독교대한감리회         |
| 호남신학대학교               | 대학       | 광주 | 대한예수교장로회(통합)   |
| 호서대학교 기독교학부        | 학부       | 충남 | 초교파                   |
| 횃불트리니티신학대학원대학교 | 대학원대학 | 서울 | 초교파                   |

## 같이 보기
- 목원대학교